# پانچکس پاتریسیا
پانچکس پاتریسیا (نام علمی: Pachypanchax patricia)، گونه‌ای از برکه ماهیها و از خانواده ساده‌لبان است. این گونه بومی کشور ماداگاسکار و در حوضه رودخانه‌های Mananjeba, Mahavavy du Nord, Ifasy, Manehoko و Ampandra در شمال غربی جزیره زندگی می‌کند و یافت می‌شود. نام خاص این ماهی به افتخار پاتریشیا یازگی (۱۹۴۶–۲۰۰۶) حافظ حفاظت محیط زیست مالاگاسی است که سازمان خیریه دوستان ماهی‌ها را اداره می‌کرد و از تلاش‌ها برای مستندسازی و حفاظت از جانوران ماهی‌های آب شیرین ماداگاسکار حمایت می‌کرد. به نظر می‌رسد این گونه عمدتاً از حشرات بالغ و پوره‌های حشرات خشکی‌زی و از لارو حشرات آبزی تغذیه می‌کند و مهم‌ترین شکارچیان آن پرندگان ماهی‌خوار هستند. با این حال، ممکن است توسط ماهی‌های بیگانه معرفی‌شده در برخی مناطق تهدید شود.